# Mordellapygium
Mordellapygium is een geslacht van kevers uit de familie spartelkevers (Mordellidae).
Het geslacht is voor het eerst wetenschappelijk beschreven in 1930 door Ray.

## Soorten
Het geslacht omvat de volgende soorten:
- Mordellapygium elongatum Ray, 1930
- Mordellapygium philippinensis Ray, 1930